# Шихово (Дмитровский городской округ)
Шихово — деревня в Дмитровском районе Московской области, в составе Сельского поселения Габовское. Население — 28 чел. (2010). До 2006 года Шихово входило в состав Каменского сельского округа.

## Расположение
Деревня расположена в юго-западной части района, примерно в 22 км на юго-запад от Дмитрова, на левом берегу реки Каменка (правый приток Волгуши), высота центра над уровнем моря 218 м. Ближайшие населённые пункты — примыкающая на северо-западе Комаровка, Каменка в 300 м на юго-восток и Медведково в 700 м на юго-восток.

## Население
| 2002 | 2006 | 2010 |
| ---- | ---- | ---- |
| 26   | →26  | ↗28  |